# Here's Not Here
"Here's Not Here" là tập thứ tư trong Phần 6 của series phim truyền hình The Walking Dead. Tập phim được phát sóng trên kênh AMC của Mỹ vào ngày 1 tháng 11 năm 2015. Khi phát sóng tại Mỹ, tập phim đã được 13,143 triệu người xem trong đó có 6,7 triệu người từ 18-49 tuổi.

## Nội dung tập
Sau khi bị đánh bất tỉnh, tên thủ lĩnh của The Wolves - nhóm những kẻ đã tấn công Alexandria trước đó đã bị Morgan trói tay lại và đưa đến phòng giam của cộng đồng. Chờ cho đến khi hắn tỉnh dậy, Morgan nói rằng ông vẫn còn nhớ trước đây hắn từng nói là muốn "có được mọi thứ từ ông, từng chút một". Ông bắt đầu kể với hắn về ngọn ngành quá khứ của mình đúng như những gì hắn muốn.
Quay trở lại thời điểm sau khi Rick, Michonne và Carl rời khỏi nơi Morgan ở trong tập "Clear", ông vẫn chìm trong sự tuyệt vọng và day dứt về cái chết của vợ và con trai. Một trong những chiếc đèn dầu tại đây bị rơi xuống và tạo nên đám cháy lớn thiêu rụi nơi Morgan ở, khiến ông buộc phải bỏ vào rừng sống.
Trong rừng, Morgan chọn một khoảng đất trống để làm nơi ở. Ông cắm những chiếc cọc gỗ nhọn xung quanh để bảo vệ mình khỏi những xác sống. Và từ đó, Morgan tiếp tục chuỗi ngày tháng "dọn sạch" (clear) như trước đây - giết chết tất cả các xác sống lại gần mình và gom chúng lại một chỗ để thiêu. Ông thậm chí còn dùng máu của chúng để viết lên các tảng đá, thân cây những dòng chữ mà mình vẫn viết lúc còn ở căn cứ tại hạt King: "Clear", "Here's Not Here", "Pointless Acts", v.v... Một ngày nọ khi đang đi giữa rừng, Morgan để ý thấy có hai người đang lén bám theo mình. Ông đã dùng cọc gỗ đâm thẳng vào cổ giết chết một người rồi bóp cổ đến tắc thở người còn lại.
Vào một hôm khác, khi đang cầm súng đi săn, Morgan đi ngang qua một cánh đồng hoa tràn ngập nắng. Trong lúc đang mải đắm chìm giữa cảnh đẹp, ông nghe thấy có tiếng dê kêu gần đó. Morgan đi về phía tiếng kêu thì phát hiện ra một căn nhà được bao quanh bởi một lớp hàng rào gỗ khá thấp, cho thấy rằng có người đang ở đây. Khi Morgan nhìn thấy và lại gần con dê, giọng nói của một người đàn ông từ đâu đó vang lên đề nghị không được động đến con dê của ông ta. Mặc cho lời khuyên của người kia rằng hãy bỏ súng xuống, Morgan tiến về phía căn nhà định tấn công người đó. Cuối cùng, người đàn ông xuất hiện từ phía sau và dùng gậy đánh Morgan bất tỉnh.
Tỉnh dậy, Morgan thấy mình đang ở trong buồng giam bên trong căn nhà, vừa đúng lúc người đàn ông kia vừa trở về. Ông ta hỏi tên của Morgan, nhưng thay vì trả lời, Morgan lại liên tục hét lên: "Hãy giết tôi đi!". Người kia tiến lại gần và ném cuốn sách "The Art Of Peace" ("Nghệ thuật hòa bình") vào trong buồng giam Morgan và tự giới thiệu ông ta tên là Eastman. Đúng lúc đó, có tiếng động vang lên phía bên ngoài và Eastman liền vội vàng chạy ra. Qua cửa sổ, Morgan thấy Eastman đang đánh chết một xác sống để bảo vệ Tabitha - con dê của ông ấy. Tối hôm đó, Eastman đưa Tabitha vào trong nhà rồi tắt đèn đi ngủ.
Những ngày tiếp theo, Morgan vẫn được Eastman cho ăn. Ông ngồi trong buồng giam tự thì thầm với mình, thỉnh thoảng ngó ra ngoài cửa sổ nhìn Eastman luyện võ bằng cây gậy của ông ấy. Cho đến một ngày, Eastman bắt đầu bắt chuyện với Morgan. Ông ấy tự giới thiệu rằng trước đây mình từng ở Atlanta, làm trong lĩnh vực nghiên cứu tâm lý tội phạm để tư vấn về quyết định ân xá cho những tù nhân có khả năng được ra tù trước thời hạn. Eastman liền hỏi ngược lại rằng Morgan làm nghề gì thì được trả lời rằng: "Tôi dọn sạch. Xác sống, con người, bất kể thứ gì lại gần tôi, tôi giết hết". Eastman liền nói: "Đó đúng là điều ngớ ngẩn nhất mà tôi từng được nghe".
Buổi sáng hôm sau khi Eastman đang ra ngoài, Morgan bẻ gẫy chiếc khóa kéo trên găng tay của mình và dùng nó để cạy tấm ván gỗ bên dưới khung cửa sổ với ý định trốn thoát. Khi thấy Eastman đang trên đường về, ông bèn ngừng lại.
Bước vào nhà, Eastman đến gần buồng giam của Morgan và tiếp tục bắt chuyện. Ông ấy nhận thấy rằng Morgan đang mắc hội chứng PTSD (Rối loạn căng thẳng sau chấn thương tâm lý) và lý do có lẽ là vì bị ám ảnh từ cái chết của những người mình yêu thương nhất. Eastman kể rằng bản thân đã từng phỏng vấn 825 tội phạm trong suốt quãng thời gian làm việc trước đây, nhưng chỉ có duy nhất 1 kẻ trong số đó là thực sự độc ác từ trong bản chất. Số còn lại dù có thể từng làm việc xấu nhưng họ vẫn có thể trở lại là một người tốt, và Morgan cũng vậy.
Eastman chợt tiết lộ rằng cửa buồng giam của Morgan trước giờ chưa hề bị khóa và đưa ra cho Morgan 2 sự lựa chọn: hoặc là rời khỏi đây và tiếp tục công việc "dọn sạch" của ông, hoặc là ở lại, nhưng dù lựa chọn là thế nào thì Eastman cũng sẽ không cho phép Morgan giết mình. Nghe thấy vậy, Morgan từ từ mở cửa bước ra, nhưng bất ngờ lao đến tấn công Eastman. Trong lúc hai bên giằng co, họ làm rơi một bức vẽ bằng đá (vốn là tác phẩm của con gái Eastman) đang được treo trên tường, khiến nó rơi xuống và vỡ thành hai mảnh. Cuối cùng, Eastman khống chế được Morgan nhưng một lần nữa tha mạng cho ông. Eastman nhắc lại về 2 sự lựa chọn mình đã đưa ra, và cuối cùng Morgan tự quay trở lại buồng giam của mình.
Tối hôm đó, trong lúc đang dùng búa sửa lại bức tranh đá của con gái, Eastman kể rằng ông ấy đã sử dụng môn võ Aikido để đánh trả Morgan. Trước đây, vào ngày được con gái mình tặng cho một chiếc bùa chân thỏ (bùa may mắn), Eastman tình cờ đọc được một tờ rơi giới thiệu về môn võ này. Cho rằng đó là điềm may mắn, kể từ đó, ông quyết định theo học Aikido.
Sáng hôm tiếp theo, Eastman đưa ra lời thỉnh cầu với Morgan nhờ trông giúp con dê trong lúc mình ra ngoài. Khi Eastman đã đi khỏi, Morgan bắt đầu mở cuốn "The Art Of Peace" ra để đọc. Những dòng chữ đầu tiên mà Morgan đọc được chính là mô tả về môn võ Aikido: "Aikido có nghĩa là không giết chóc. Mặc dù gần như tất cả những tín đồ đều nghe theo lời răn của Chúa về việc không tước đi sinh mạng người khác. Hầu hết họ đều lấy những lý do này hay lý do kia để biện hộ cho việc giết chóc. Tuy nhiên, ở Aikido, chúng ta cần tránh hoàn toàn việc giết chóc, kể cả với những kẻ tàn ác nhất". Khi nghe thấy tiếng động của xác sống bên ngoài đang nhăm nhe tấn công Tabitha, Morgan đã chạy ra ngoài giết chết con walker để giải cứu con dê.
Morgan kéo xác con walker mà mình vừa giết vào trong rừng. Ông phát hiện thấy một nghĩa địa tại đây. Khi Morgan đang đào hố chôn cho con walker, Eastman xuất hiện và cảm ơn Morgan vì đã bảo vệ con dê của mình. Ông ấy tìm trong xác con walker thì thấy một chiếc bằng lái xe có ghi tên. Eastman sau đó đã khắc cái tên đó lên trên hình cây thánh giá bằng gỗ và cắm phía trên mộ của con walker.
Quay trở về nhà, Eastman nói rằng đã sửa chiếc cọc gỗ của Morgan thành một chiếc gậy và bắt đầu dạy Morgan học võ Aikido. Eastman cho biết rằng tinh thần của Aikido là chuyển hướng và tránh các đòn tấn công từ đối thủ, nhưng cũng đồng thời phải đảm bảo cho sự an nguy của kẻ địch. Song song với đó, Morgan tiếp tục nghiên cứu cuốn "The Art Of Peace".
Một tối nọ trong khi đang dùng bữa tối cùng nhau, Morgan hỏi rằng vì sao Eastman lại có một buồng giam trong nhà mình thì được nghe kể về câu chuyện của tên tội phạm Crighton Dallas Wilton, kẻ duy nhất trong những người Eastman từng phỏng vấn mà ông nhận ra được bản chất thật của hắn là kẻ tâm thần. Chính vì Eastman đã phản đối việc cho Crighton được hưởng ân xá nên hắn đã đào tẩu khỏi tù và đến giết chết vợ con ông. Sau đó, hắn giữ nguyên hiện trạng là người dính đầy máu để đến đồn cảnh sát tự thú. Lý do mà Eastman xây nên buồng giam này chính là bắt cóc tên tội phạm tới đây và giam lại, bỏ đói hắn cho đến chết để trả thù. Khi Morgan hỏi rằng vậy cuối cùng Eastman có làm điều đó không, Eastman chỉ đáp: "Tôi đã học được cách tin tưởng rằng mọi sinh mạng đều quý giá".
Hôm sau, Eastman nhận thấy rằng họ cần phải lên đường đi tìm một vài món đồ còn thiếu, và Morgan nói rằng tại khoảng đất trước đây ông ở có những món đồ đó. Đến nơi và lấy được đồ, Eastman nhìn thấy những dòng chữ mà Morgan viết trên các tảng đá và được biết rằng người bạn mới quen của mình từng mất vợ con. Khi Eastman nói rằng "Tôi rất tiếc" để bày tỏ sự đồng cảm, Morgan liền đáp lại: "Đừng bao giờ tiếc nuối". Nhận thấy rằng Morgan bắt đầu có triệu chứng trầm cảm trở lại, Eastman đã đề nghị họ tiếp tục tập một bài võ Aikido. Ông nói rằng: "Rồi sẽ có một ngày anh lại được bế trên tay một em bé".
Trong lúc họ đang tập, có tiếng gầm gừ của xác sống phát ra gần đó. Morgan giơ gậy lên sẵn sàng tự vệ nhưng bỗng khựng người lại khi nhận thấy con walker chính là người đàn ông trước đây ông đã bóp cổ. Trong khi Morgan còn mải suy nghĩ, con walker đã tiến đến rất gần. Và cuối cùng, Eastman đã phải vội vàng chạy đến đẩy Morgan sang một bên và nhận thay vết cắn từ con walker. Mặc dù đau đớn, Eastman nhanh chóng quay lại dùng gậy đập chết nó. Morgan nổi cáu với Eastman vì ngay từ đầu đã nói rằng đây không phải là nơi thích hợp để luyện võ. Họ cãi nhau và lao vào ẩu đả bằng chính những cây gậy đang cầm. Một lần nữa, Eastman hạ được Morgan dễ dàng dù đang bị thương.
Eastman đặt xác của con walker vừa rồi lên xe kéo và trở về nhà, trong khi Morgan quyết định sẽ ở lại khoảng đất từng là của mình và trở về là con người muốn "dọn sạch" tất cả. Ông lại cầm cọc gỗ nhọn lao vào trong rừng và đâm chết một xác sống từ phía sau. Khi con walker ngã xuống cũng là lúc Morgan nhận ra mình vừa cứu mạng một cặp nam nữ trẻ. Morgan định tấn công họ, nhưng cô gái từ từ lôi ra một hộp thức ăn cùng một viên đạn đặt chúng xuống đất và nói lời cảm ơn. Điều này khiến trong suy nghĩ của Morgan có một sự thay đổi lớn.
Khi hai người kia đã bỏ đi, Morgan vội vàng chạy trở về căn nhà của Eastman. Đến nơi, ông nhận thấy Tabitha đang bị một xác sống ăn thịt. Ông giết chết nó rồi đưa cả xác con walker lẫn con dê đến nghĩa địa - nơi mà Eastman đang đào hố chôn cất cho chính xác sống đã cắn mình. Morgan bảo Eastman hãy ngồi nghỉ và để mình đào hố thay. Trong lúc đang làm, ông chợt phát hiện ra một ngôi mộ có ghi tên "Crighton Dallas Wilton". Lúc này, Eastman mới lại gần để kể nốt câu chuyện còn thiếu. Rằng sau khi Crighton giết chết vợ con của Eastman, ông đã làm đúng theo kế hoạch trả thù mà mình đã dự kiến, đưa hắn đến nhốt trong buồng giam của căn nhà gỗ và bỏ mặc hắn chết đói. Tuy nhiên, cái chết của Crighton chưa bao giờ cho Eastman phút giây thanh thản. Và từ đó, ông quyết định sẽ không tước đi sinh mạng của bất kỳ ai nữa. Lúc mà ông quay lại Atlanta để định đầu thú, thì đó cũng là lúc đại dịch bùng phát.
Quay trở về nhà, Eastman cầm bức tranh của con gái lên và kể với Morgan rằng lúc đó, bất chấp chuyện đại dịch xảy ra, ông đã cố gắng về nhà mình để lấy được bức tranh này, sau đó đi bộ quãng đường hơn 30 dặm để quay lại căn nhà gỗ. Eastman nói rằng có đủ điện, thức ăn và sự an toàn nếu Morgan quyết định ở lại đây, nhưng ông ấy khuyên Morgan không nên tiếp tục cuộc sống cô độc như vậy nữa. Trước khi dùng khẩu súng của mình để tự sát, Eastman tặng lại cho Morgan chiếc bùa chân thỏ của ông.
Sau cái chết của Eastman, Morgan chôn cất người bạn của mình rồi bắt đầu rời khỏi. Trong lúc đang đi men theo một đường ray, ông nhìn thấy một tấm biển ghi về một cộng đồng có tên Terminus. Và từ đó, Morgan quyết định sẽ lên đường đến đó.
Quay trở lại hiện tại, Morgan kết thúc câu chuyện của mình và cho rằng tên thủ lĩnh của The Wolves có thể quay trở lại là con người bình thường trước đây giống như bản thân ông. Tên này bèn cho Morgan xem một vết chém trên bụng của mình và nói rằng lý do hắn tới đây là để tìm đồ chữa trị vết thương này. Tuy nhiên giờ đây khi đã bị bắt, hắn cho rằng sớm muộn mình cũng sẽ chết. "Nhưng nếu tôi không chết, tôi sẽ phải giết ông đấy, Morgan. Tôi sẽ giết tất cả những ai sống tại đây, kể cả những đứa trẻ." - Hắn cười man rợ và đáp lại. Morgan liền rời khỏi phòng giam và khóa cửa lại. Ngay khi vừa ra ngoài, ông nghe thấy tiếng hét của Rick từ phía xa: "MỞ CỔNG RA!"

## Diễn viên

### Diễn viên chính
- Andrew Lincoln vai Rick Grimes**
- Norman Reedus vai Daryl Dixon*
- Lauren Cohan vai Maggie Greene*
- Chandler Riggs vai Carl Grimes*
- Danai Gurira vai Michonne*
- Melissa McBride vai Carol Peletier*
- Michael Cudlitz vai Abraham Ford*
- Lennie James vai Morgan Jones
- Sonequa Martin-Green vai Sasha Williams*
- Josh McDermitt vai Eugene Porter*
- Christian Serratos vai Rosita Espinosa*
- Alanna Masterson vai Tara Chambler*
- Seth Gilliam vai Gabriel Stokes*
- Alexandra Breckenridge vai Jessie Anderson*
- Ross Marquand vai Aaron*
- Austin Nichols vai Spencer Monroe*
- Tovah Feldshuh vai Deanna Monroe*

### Diễn viên định kỳ
- John Carroll Lynch vai Eastman
- Benedict Samuel vai Thủ lĩnh The Wolves

*Không xuất hiện trong tập này
**Chỉ có mình giọng nói

### Các diễn viên phụ khác
- Chris Gann vai Người bố
- H. Patrik Coyne vai Người con trai
- LB Brown vai Người đàn ông
- Bethany Anne Lind vai Người phụ nữ

## Cái chết trong tập
- 2 người đàn ông không rõ tên (Cảnh trong quá khứ)
- Tabitha (Cảnh trong quá khứ)
- Eastman (Cảnh trong quá khứ)

## Đánh giá
Các chuyên gia đánh giá cao tính nghệ thuật và việc khắc họa nội tâm nhân vật trong tập phim này. Trên trang Rotten Tomatoes, có 93% trong số 30 bài phê bình tập phim mang tính tích cực. Jonathon Dornbush từ tạp chí Entertainment Weekly chia sẻ: "The Walking Dead đột nhiên trở thành một vở kịch với chỉ hai diễn viên. Sự thành công hay thất bại của nó phụ thuộc hoàn toàn vào diễn xuất của Lennie James (Morgan) và khách mời John Carroll Lynch (Eastman). Và... chà chà, nó đã thành công mỹ mãn".
John Carroll Lynch cũng đã nhận được đề cử ở hạng mục "Diễn viên khách mời xuất sắc nhất" tại giải thưởng điện ảnh Sao Thổ lần thứ 42 (năm 2016) cho vai diễn của mình trong tập này.

## Bên lề
- Lần đầu tiên xuất hiện của: Eastman.
- Tên của tập phim - "Here's Not Here" được lấy từ một trong số những dòng chữ được Morgan viết lên các tảng đá, đồng thời cũng là một trong những câu nói mà Morgan & Eastman nói với nhau gần cuối tập.
- Đây là tập phim đầu tiên có thời lượng phát sóng trên truyền hình là 90 phút (bao gồm cả quảng cáo) mà không phải là tập đầu hay cuối của một mùa phim.
  - Đây cũng là tập phim thứ 5 trong toàn bộ series có độ dài tập như trên.
- Đây là tập phim thứ 10 trong toàn bộ series mà Rick Grimes không xuất hiện.
  - Đây cũng là tập phim thứ 2 trong toàn bộ series mà Rick hoàn toàn không được nhắc đến.
- Đây là tập phim thứ 2 trong toàn bộ series mà chỉ có duy nhất một nhân vật chính xuất hiện (sau "Live Bait").
- Đây là một trong số những tập phim có ít nhân vật xuất hiện nhất.
- Tập phim sử dụng lại một số câu nói từ những tập phim trước đây.
  - Lúc ở nghĩa địa, Morgan đã nói với Eastman: "Sit down before you fall down" (Tạm dịch: "Hãy ngồi xuống trước khi anh bị ngã"). Đây chính là những lời mà Morgan từng nói với Rick trong tập đầu tiên của phim, khi mà Morgan đưa Rick vào nhà mình và chăm sóc cho anh.
  - Morgan nói với Eastman rằng "Don't ever be sorry" (Tạm dịch: "Đừng bao giờ nuối tiếc"). Đây là câu mà ông từng nói với Carl trong tập 12 Phần 3.
  - Cùng với một số câu nói và hành động của Eastman mà về sau được Morgan thể hiện lại:
    - Triết lý của Eastman rằng: "All life is precious" (Tạm dịch: "Mọi sinh mạng đều quý giá") sau này được Morgan nhắc đến lần đầu trong (tập cuối Phần 5).
    - Eastman nói rằng: "Everything gets a return" (Tạm dịch: "Mọi thứ đều có nhân quả của nó"). Câu nói này sau này được Morgan nói lại với tên thủ lĩnh The Wolves cũng trong tập cuối Phần 5.
    - Eastman nói "Sorry" ("Xin lỗi") trước khi đánh ngất Morgan, tương tự với hành động của Morgan đối với tên thủ lĩnh The Wolves trong tập 2 Phần 6.
    - Eastman nói với Morgan rằng "I will not allow you to kill me. I will not allow that" (Tạm dịch: "Tôi sẽ không cho phép anh giết tôi. Tôi sẽ không cho phép điều đó"). Những lời này được Morgan sử dụng lại khi đối đầu với tên thủ lĩnh The Wolves cũng trong tập cuối Phần 5.
- Tên của Steven Yeun (Glenn) bị loại khỏi danh sách dàn diễn viên chính trong intro mở đầu phim của tập này sau khi nhân vật của anh bị "ngầm định" đã chết trong tập trước đó.
- Đây là tập phim đầu tiên có gần như toàn bộ các cảnh nằm trong quá khứ cách xa thời điểm hiện tại của phim.
- Đây là tập phim đầu tiên có mô típ dẫn truyện theo hình thức một nhân vật kể lại quá khứ của mình với một nhân vật khác, khi mà Morgan kể lại với tên thủ lĩnh The Wolves hành trình của mình trong khoảng thời gian kể từ sau khi từ biệt Rick, Carl và Michonne trong tập 12 Phần 3 cho đến khi xuất hiện trở lại trong tập đầu Phần 5.
  - Tuy nhiên, đây lại là tập phim thứ 2 sử dụng cấu trúc chuyển cảnh "Now" (Bây giờ) & "Then" (Hồi đó) kể từ sau tập đầu Phần 5.
- Trong tập 8 Phần 5, khi Morgan đến được nhà thờ của cha xứ Gabriel (thời điểm mà nhóm Rick đã rời khỏi được một thời gian), ông có đặt lên bàn thờ 3 vật: Chiếc bùa chân thỏ mà Eastman đã tặng lại ông, một gói bánh Goo Goo Clusters - loại bánh mà trước đây Eastman vẫn thường cho ông ăn, và viên đạn mà người phụ nữ trong rừng đã đưa cho ông.
- Đây là tập phim đầu tiên lấy bổi cảnh tại bang Georgia kể từ sau tập "Coda", đồng thời cũng là tập phim cuối cùng lấy bối cảnh tại đây.
- Dòng chữ về môn võ Aikido mà Morgan đọc được trong cuốn sách Eastman đưa cho được lấy cảm hứng từ sự kết hợp của 2 cuốn sách "The Art Of War" (Binh pháp tôn tử) và "The Art Of Peace" (Nghệ thuật hòa bình). Mục đích của Eastman là muốn chuyển tâm thế của Morgan từ "War" sang "Peace".